# Application linéaire continue
Théorème — Soit f une application linéaire de E dans F.
Si E et F sont de dimension finie, alors f est continue.
En mathématiques, une application linéaire d'un espace vectoriel E dans un espace vectoriel F définis sur le corps des réels ou des complexes est continue si E et F sont de dimension finie, ce qui fait que dans le contexte typiquement algébrique des espaces de dimension finie, la question de la continuité d'une application linéaire ne se pose pas ; en revanche, si E et F sont, par exemple, des espaces vectoriels normés de dimensions quelconques, ce n'est plus vrai, et il y a donc lieu de préciser ce qu'on entend par une application linéaire continue.

## Utilisation en analyse
Parmi les applications linéaires, celles qui sont continues sont les seules intéressantes en analyse fonctionnelle. Il importe également, de manière à pouvoir définir la notion de convergence vers 0 d'une suite d'applications linéaires continues {\displaystyle (u_{n})}, de munir l'espace des applications linéaires continues d'une topologie. En réalité, plusieurs topologies, plus ou moins fines, sont possibles. Déjà quand on considère des formes linéaires continues sur un espace vectoriel normé E, c'est-à-dire des applications linéaires continues de E dans le corps de base K (corps des nombres réels ou complexes), ces formes constituent le dual topologique de E, noté E' ; cet espace peut être muni de diverses topologies, dont les plus importantes sont la « topologie forte » et la « topologie *-faible » ; cette dernière ne peut plus être définie par une norme et nécessite de se placer dans le cadre plus général des espaces localement convexes. Cela vaut encore dans le cas d'espaces d'applications linéaires continues à valeurs, par exemple, dans un espace vectoriel normé : l'étude des différentes topologies qu'on peut définir sur ces espaces rend nécessaire le cadre des espaces localement convexes. Cela est d'autant plus vrai que les développements de l'analyse fonctionnelle depuis le début des années 1950 (la théorie des distributions, notamment), n'a pu se faire qu'en sortant du cadre des espaces vectoriels normés pour se placer dans celui des espaces localement convexes ; néanmoins, comme on va le voir, la théorie dans le cas localement convexe général est assez complexe, et se simplifie beaucoup dans celui des espaces tonnelés et semi-complets, comme sont la quasi-totalité des espaces rencontrés en analyse fonctionnelle.
En liaison étroite avec l'étude des espaces d'applications linéaires continues vient celle des applications bilinéaires continues et la notion importante d'hypocontinuité, due à Nicolas Bourbaki.

## Applications linéaires sur un espace de dimension finie

### Le cas des espaces vectoriels normés
Soit E et F deux espaces vectoriels réels normés.
Sur l'espace vectoriel {\displaystyle {\mathcal {L}}\left(E;F\right)} des applications linéaires continues de E dans F, on définit la norme d'opérateur :
{\displaystyle |\!|\!|u|\!|\!|=\sup \limits _{x\in E \atop x\neq 0}{\frac {\left\Vert u\left(x\right)\right\Vert }{\left\Vert x\right\Vert }}}.
Si E est de dimension finie alors (quel que soit le choix de la norme sur E, puisque toutes sont équivalentes), toute application linéaire sur E est continue.

### Le cas des espaces vectoriels topologiques
Soit maintenant E et F deux espaces vectoriels topologiques à gauche sur un corps valué non discret K et u une application linéaire de E dans F. Supposons E de dimension finie et K complet. On montre par récurrence que E est isomorphe au produit Kn, où n est la dimension de E, et on en déduit que u est continue. L'ensemble {\displaystyle {\mathcal {L}}\left(E;F\right)} des applications linéaires de E dans F est un espace vectoriel sur le centre de K.

#### Remarque
Soit E un espace vectoriel topologique (non réduit à 0) sur un corps valué complet et non discret K. Les conditions suivantes sont équivalentes (théorème de Riesz) :
(a) K est localement compact et E est séparé et de dimension finie sur K ;
(b) E est localement compact.

## Applications linéaires continues: généralités

### Cas des espaces vectoriels normés
Soit E et F deux espaces vectoriels normés sur le corps K des réels ou des complexes. Le raisonnement fait plus haut ne s'applique plus si E n'est pas de dimension finie, et une application linéaire u de E dans F peut ne pas être continue. Elle est continue si, et seulement si
{\displaystyle \sup \limits _{x\neq 0}{\frac {\left\Vert u\left(x\right)\right\Vert }{\left\Vert x\right\Vert }}=\sup \limits _{\left\Vert x\right\Vert =1}\left\Vert u\left(x\right)\right\Vert =\sup \limits _{\left\Vert x\right\Vert \leq 1}\left\Vert u\left(x\right)\right\Vert <\infty } ;
cette quantité est alors appelée la norme de u, et notée {\displaystyle \left\Vert u\right\Vert }. Comme plus haut, on vérifie sans difficulté que l'ensemble {\displaystyle {\mathcal {L}}\left(E;F\right)} des applications linéaires continues de E dans F est un espace vectoriel et que l'on a défini une norme sur cet espace. Cet espace est toutefois à distinguer de l'espace {\displaystyle {\rm {{Hom}(E;F)}}} des applications linéaires de E dans F. On a évidemment {\displaystyle {\mathcal {L}}\left(E;F\right)\subset {\rm {{Hom}(E;F)}}}.
On montre que si F est complet, {\displaystyle {\mathcal {L}}\left(E;F\right)}, muni de la norme ci-dessus, est également complet (et est donc un espace de Banach).

### Cas des espaces vectoriels topologiques
Soit E et F deux espaces vectoriels topologiques à gauche sur un corps topologique K, de centre C. On note de nouveau {\displaystyle {\mathcal {L}}\left(E;F\right)} le C-espace vectoriel des applications linéaires continues de E dans F et {\displaystyle {\rm {{Hom}(E;F)}}} le C-espace vectoriel des applications linéaires de E dans F. On a {\displaystyle {\mathcal {L}}\left(E;F\right)\subset {\rm {{Hom}(E;F)}}}.
Soit {\displaystyle u\in {\rm {{Hom}(E;F)}}}. Alors u est continue (i.e. {\displaystyle u\in {\mathcal {L}}\left(E;F\right)}) si, et seulement si elle est continue en 0 c'est-à-dire : pour tout voisinage V de 0 dans F, il existe un voisinage U de 0 dans E tel que {\displaystyle u(x)\in V} pour tout {\displaystyle x\in U}.
Soit H une partie de {\displaystyle {\mathcal {L}}\left(E;F\right)}. Alors H est équicontinue si, et seulement si pour tout voisinage V de 0 dans F, il existe un voisinage U de 0 dans E tel que {\displaystyle u(x)\in V} pour tout {\displaystyle (x,u)\in U\times H}.
Proposition — 
(1) Supposons que K soit un corps valué non discret. Soit {\displaystyle u:E\rightarrow F} une application linéaire continue. L'image par u d'un ensemble borné dans E est un ensemble borné dans F. 
(2) Réciproquement, supposons que K soit le corps des réels et des complexes, E un espace bornologique et F un espace localement convexe. Si l'image par u de toute partie bornée de E est bornée dans F, alors u est continue.
Démonstration de (1) : soit B une partie bornée dans E et V un voisinage de 0 dans F. Puisque u est continue, u−1(V) est un voisinage U de 0 dans E. Et puisque B est borné dans E, cet ensemble est absorbé par tout voisinage de 0 ; par suite, il existe {\displaystyle \alpha >0} tel que {\displaystyle B\subset \lambda U} pour {\displaystyle \left\vert \lambda \right\vert \geq \alpha }. Mais on a alors {\displaystyle u(B)\subset \lambda V}, par conséquent u(B) est une partie bornée de F.

## Applications linéaires continues dans les espaces localement convexes

### Topologies sur les espaces d'applications linéaires continues
Soit E et F deux espaces localement convexes sur le corps des réels ou des complexes. Soit {\displaystyle {\mathfrak {S}}} une bornologie sur E. La {\displaystyle {\mathfrak {S}}}-topologie sur {\displaystyle {\mathcal {L}}\left(E;F\right)} est la topologie de la convergence uniforme sur les parties de {\displaystyle {\mathfrak {S}}}. Elle est localement convexe et coïncide avec la {\displaystyle {\mathfrak {\tilde {S}}}}-topologie où {\displaystyle {\mathfrak {\tilde {S}}}} est la plus petite bornologie adaptée à E contenant {\displaystyle {\mathfrak {S}}}. 
Dans ce qui suit, sauf mention du contraire, toutes les bornologies {\displaystyle {\mathfrak {S}}} de E sont adaptées; quand cela ne sera pas le cas, la plus petite bornologie adaptée à E contenant {\displaystyle {\mathfrak {S}}} sera notée {\displaystyle {\mathfrak {\tilde {S}}}}. Par conséquent, {\displaystyle (E,{\mathfrak {S}})} (ou, à défaut, {\displaystyle (E,{\mathfrak {\tilde {S}}})}) est un espace disqué.
Soit p une semi-norme continue sur F, {\displaystyle M\in {\mathfrak {S}}}, et pour toute application {\displaystyle u\in {\mathcal {L}}\left(E;F\right)},
{\displaystyle p_{M}\left(u\right)=\sup \limits _{u\in M}p\left(u\left(x\right)\right)}.
Si {\displaystyle \Gamma } est un système fondamental de semi-normes sur F, les {\displaystyle p_{M}}, où p parcourt {\displaystyle \Gamma } et M parcourt {\displaystyle {\mathfrak {S}}}, constituent une famille de semi-normes sur {\displaystyle {\mathcal {L}}\left(E;F\right)} qui en font un espace localement convexe noté {\displaystyle {\mathcal {L}}_{\mathfrak {S}}\left(E;F\right)}. Cet espace est séparé si F est séparé.
Définition — La topologie de {\displaystyle {\mathcal {L}}_{\mathfrak {S}}\left(E;F\right)} appelée la « {\displaystyle {\mathfrak {S}}}-topologie » de {\displaystyle {\mathcal {L}}\left(E;F\right)} ; c'est la topologie de la convergence uniforme sur les éléments de {\displaystyle {\mathfrak {S}}}.
Soit {\displaystyle M\in {\mathfrak {S}}}, V un voisinage de 0 dans F, et
{\displaystyle T\left(M,V\right)=\left\{u\in {\mathcal {L}}\left(E,F\right):u\left(x\right)\in V,\forall x\in M\right\}}.
Les ensembles {\displaystyle T\left(M,V\right)} forment un système fondamental de voisinages de 0 pour la {\displaystyle {\mathfrak {S}}}-topologie de {\displaystyle {\mathcal {L}}\left(E;F\right)}.
On a {\displaystyle {\mathfrak {S}}_{1}\subset {\mathfrak {S}}_{2}} (en d'autres termes, la bornologie {\displaystyle {\mathfrak {S}}_{1}} est plus fine que la bornologie {\displaystyle {\mathfrak {S}}_{2}}) si, et seulement si la {\displaystyle {\mathfrak {S}}_{1}}-topologie de {\displaystyle {\mathcal {L}}\left(E;F\right)} est moins fine que sa {\displaystyle {\mathfrak {S}}_{2}}-topologie.
- Les bornologies les plus courantes sur E sont :

Les bornologies les plus usuelles dont les suivantes :
(1) {\displaystyle {\mathfrak {S}}=\sigma }, ensemble des parties finies de E. La topologie {\displaystyle \sigma (E^{\prime },E)} est appelée la topologie faible de {\displaystyle E^{\prime }}. On précise parfois qu'il s'agit de la « topologie *-faible » pour la distinguer de la « topologie faible » {\displaystyle \sigma (E^{\prime },E^{\prime \prime })}. La bornologie {\displaystyle \sigma } n'est pas adaptée à E, et {\displaystyle {\tilde {\sigma }}} est la bornologie adaptée la plus fine, constituée des ensembles A inclus dans un sous-espace de dimension finie et bornés dans cet espace.
(2) {\displaystyle {\mathfrak {S}}=\gamma }, ensemble des parties convexes compactes de E, si E est séparé.
(3) {\displaystyle {\mathfrak {S}}=c}, ensemble des parties compactes de E, si E est séparé.
(4)  {\displaystyle {\mathfrak {S}}=\rho }, ensemble des parties relativement compactes de E, si E est séparé.
(5) {\displaystyle {\mathfrak {S}}=\kappa }, ensemble des parties précompactes de E.
(6) {\displaystyle {\mathfrak {S}}=\beta }, ensemble des parties bornées de E. Cette bornologie est dite canonique, et la topologie {\displaystyle \beta (E^{\prime },E)} est appelée la topologie forte de {\displaystyle E^{\prime }}.
Les {\displaystyle {\mathfrak {S}}}-topologies ci-dessus vont de la moins fine à la plus fine (tandis que les bornologies vont de la plus fine à la moins fine).
- Si E est le dual d'un espace localement convexe G : {\displaystyle E=G^{\prime }}, on peut également considérer les bornologies constituées des sous-ensembles suivants de E :

(a) les ensembles équicontinus ;
(b) les ensembles dont l'enveloppe équilibrée fermée convexe est compacte pour la topologie *-faible {\displaystyle \sigma (G^{\prime },G)} ;
(c) les ensembles relativement compacts pour la topologie *-faible  {\displaystyle \sigma (G^{\prime },G)} (on dit encore : les ensembles *-faiblement relativement compacts) ;
(c') les ensembles fortement bornés ;
(d) les ensembles *-faiblement bornés (ou, de manière équivalente, les ensembles *-faiblement précompacts).
On a les résultats suivants, : 
* Dans le cas général, (a) {\displaystyle \subset } (b) {\displaystyle \subset } (c) {\displaystyle \subset } (d), (b) {\displaystyle \subset } (c')  {\displaystyle \subset } (d).
* Les cas particuliers sont : (a) = (b) si, et seulement si G est un espace de Mackey, (a) = (c') si, et seulement si G est un espace infratonnelé (une condition suffisante pour qu'on ait cette égalité est donc que G soit bornologique), (b) = (d) si, et seulement si {\displaystyle G^{\prime }} est quasi complet pour la topologie *-faible  {\displaystyle \sigma (G^{\prime },G)}, (c') = (d) si G est semi-réflexif ou semi-complet (en particulier, si G est quasi complet), (a) = (d) si, et seulement si G est un espace tonnelé (théorème de Banach-Steinhaus : voir infra).
* En outre, si G est un espace localement convexe tonnelé et semi-complet, les ensembles ci-dessus coïncident avec :
(e) les ensembles bornés pour la {\displaystyle {\mathfrak {S}}}-topologie de {\displaystyle G^{\prime }}, pour toute bornologie vectorielle couvrante {\displaystyle {\mathfrak {S}}} formée de parties bornées de G.
Notons qu'il est peu contraignant de supposer G tonnelé, car la quasi totalité des espaces fonctionnels rencontrés en pratique ont cette propriété (et dans ce cas, toutes les bornologies ci-dessus coïncident). De plus, ils sont le plus souvent complets.

### Parties équicontinues deL(E;F){\displaystyle {\mathcal {L}}(E;F)}
Proposition — Soit E et F deux espaces localement convexes, F étant séparé, et H une partie équicontinue de {\displaystyle {\mathcal {L}}(E;F)}. 
(1) Dans H, les structures uniformes suivantes coïncident :
(a) celle de la convergence simple ;
(b) celle de la convergence uniforme dans les parties précompactes de E.
(2) Si un filtre {\displaystyle \Phi } sur H converge simplement vers une application {\displaystyle u_{0}} de E dans F, alors {\displaystyle u_{0}\in {\mathcal {L}}(E;F)} et {\displaystyle \Phi } converge uniformément vers {\displaystyle u_{0}} dans toute partie précompacte de E.
(3) Supposons l'ensemble {\displaystyle F^{E}} des applications de E dans F muni de la topologie de la convergence simple. Alors l'adhérence {\displaystyle {\bar {H}}} de H dans {\displaystyle F^{E}} est contenue dans {\displaystyle {\mathcal {L}}(E;F)} et est équicontinue.
((1) et (2) sont des propriétés générales des ensembles uniformément équicontinus d'applications, et (3) en est une conséquence.)

### Théorème de Banach-Steinhaus
Le théorème de Banach-Steinhaus fait toute l'importance des espaces tonnelés. Il peut en effet s'énoncer comme suit :
Théorème —  Soit E un espace tonnelé et F un espace localement convexe.
(a) Toute partie simplement bornée de {\displaystyle {\mathcal {L}}(E;F)} est équicontinue.
(b) Soit {\displaystyle (u_{n})} une suite d'éléments de {\displaystyle {\mathcal {L}}(E;F)} convergeant simplement vers une application u de E dans F. Alors {\displaystyle u\in {\mathcal {L}}(E;F)}, et {\displaystyle (u_{n})} converge uniformément vers u sur toute partie précompacte de E.
(c) Soit {\displaystyle \Phi } un filtre sur {\displaystyle {\mathcal {L}}(E;F)}, contenant une partie simplement bornée ou à base dénombrable, et convergeant simplement vers une application u de E dans F. Alors {\displaystyle u\in {\mathcal {L}}(E;F)} et {\displaystyle \Phi } converge uniformément vers u dans toute partie précompacte de E.

### Propriétés deLS(E;F){\displaystyle {\mathcal {L}}_{\mathfrak {S}}\left(E;F\right)}
Rappelons que les bornologies {\displaystyle {\mathfrak {S}}} considérées sur E sont adaptées.
- Toute partie équicontinue de {\displaystyle {\mathcal {L}}\left(E;F\right)} est bornée pour toute {\displaystyle {\mathfrak {S}}}-topologie.

- Si F est séparé, {\displaystyle {\mathcal {L}}_{\mathfrak {S}}\left(E;F\right)} l'est aussi.

- Si E est séparé et semi-complet, toute partie simplement bornée de {\displaystyle {\mathcal {L}}\left(E;F\right)} est bornée pour la {\displaystyle {\mathfrak {S}}}-topologie (dans ce cas, on peut donc parler des parties bornées de {\displaystyle {\mathcal {L}}\left(E;F\right)}, sans qu'il y ait ambiguïté, et ces parties bornées sont identiques aux parties équicontinues si E est tonnelé, d'après le théorème de Banach-Steinhaus).

- Si E est tonnelé et F est quasi complet, alors {\displaystyle {\mathcal {L}}_{\mathfrak {S}}\left(E;F\right)} est quasi complet[6].

- Si E est bornologique, F est séparé et quasi complet (resp. complet), et les éléments {\displaystyle {\mathfrak {S}}} contiennent l'image de toute suite tendant vers 0, alors {\displaystyle {\mathcal {L}}_{\mathfrak {S}}\left(E;F\right)} est quasi complet (resp. complet)[7].

. La condition sur {\displaystyle {\mathfrak {S}}} est vérifiée, notamment, si les éléments de {\displaystyle {\mathfrak {S}}} sont les parties précompactes ou les parties bornées de E. En particulier, si E est métrisable et F est un espace de Fréchet, alors {\displaystyle {\mathcal {L}}_{\beta }\left(E;F\right)} est complet (mais n'est pas, en général, un espace de Fréchet ; en particulier, {\displaystyle {\mathcal {L}}_{\beta }\left(E;K\right)=E'_{\beta }} est un espace (DF), et est un espace de Fréchet si, et seulement si E est un espace vectoriel normé, auquel cas {\displaystyle E'_{\beta }} est un espace de Banach).

## Applications bilinéaires hypocontinues

### Applications bilinéaires séparément continues
Soit E, F et G trois espaces vectoriels topologiques sur un corps commutatif valué non discret K et B une application bilinéaire de {\displaystyle E\times F} dans G. On peut considérer les deux applications partielles {\displaystyle B(.,y_{0}):x\mapsto B(x,y_{0})} et {\displaystyle B(x_{0},.):y\mapsto B(x_{0},y)} pour tous {\displaystyle x_{0}\in E,y_{0}\in F}. Ces deux applications partielles sont linéaires, et on dit que B est séparément continue si ces deux applications linéaires partielles sont continues pour tout {\displaystyle (x_{0},y_{0})\in E\times F}. L'ensemble des applications bilinéaires séparément continues de {\displaystyle E\times F} dans G est un K-espace vectoriel noté {\displaystyle {\mathfrak {B}}(E,F;G)}.

### Applications bilinéaires continues
Sous les mêmes hypothèses que ci-dessus, on définit une application bilinéaire continue B au point {\displaystyle (x_{0},y_{0})} en munissant {\displaystyle E\times F} de la topologie produit. On montre que B est continue en {\displaystyle (x_{0},y_{0})} si, et seulement si elle est continue en {\displaystyle (0,0)}.
La plupart des applications bilinéaires que l'on rencontre en pratique sont séparément continues ; en revanche, une application séparément continue n'est pas continue en général, et la continuité d'une application bilinéaire est une condition forte. Toutefois, :
Théorème — Soit E et F et G trois espaces localement convexes sur le corps des réels ou des complexes et B une application bilinéaire séparément continue de {\displaystyle E\times F} dans G. Alors B est continue dans les cas suivants :
(a) E et F sont métrisables et l'un de ces deux espaces est tonnelé ;
(b) E et F dont les duals forts d'espaces de Fréchet réflexifs et G est séparé.
L'ensemble des applications bilinéaires continues de {\displaystyle E\times F} dans G est un K-espace vectoriel noté {\displaystyle {\mathcal {B}}(E,F;G)}.
Dans le cas où E, F et G sont des espaces vectoriels normés sur le corps des réels ou des complexes, une application bilinéaire B de {\displaystyle E\times F} dans G est continue si, et seulement si
{\displaystyle \sup \limits _{x,y\neq 0}{\frac {\left\Vert B\left(x,y\right)\right\Vert }{\left\Vert x\right\Vert \left\Vert y\right\Vert }}=\sup \limits _{\left\Vert x\right\Vert =\left\Vert y\right\Vert =1}\left\Vert B\left(x,y\right)\right\Vert =\sup \limits _{\left\Vert x\right\Vert ,\left\Vert y\right\Vert \leq 1}\left\Vert B\left(x,y\right)\right\Vert <+\infty }.
Dans ce cas, la quantité ci-dessus est appelée la norme de B et est notée {\displaystyle \left\Vert B\right\Vert }. Elle fait de {\displaystyle {\mathcal {B}}(E,F;G)} un espace vectoriel normé, qui est un espace de Banach si G est un espace de Banach.

### Hypocontinuité
La notion d'application bilinéaire hypocontinue est intermédiaire entre la notion d'application bilinéaire séparément continue et celle d'application bilinéaire continue. Cette notion est très souple, comme on va le voir.
Soit E, F et G trois espaces localement convexes et B une application bilinéaire de {\displaystyle E\times F} dans G. Soit {\displaystyle {\mathfrak {S}}} une bornologie adaptée de E. L'application B est dite {\displaystyle {\mathfrak {S}}}-hypocontinue si elle est séparément continue et si pour tout voisinage W de 0 dans G et tout ensemble {\displaystyle M\in {\mathfrak {S}}}, il existe un voisinage V de 0 dans F tel que {\displaystyle B(M\times V)\subset W}. Si {\displaystyle {\mathfrak {S}}} est l'ensemble des parties bornées de E, B est dite hypocontinue si elle est {\displaystyle {\mathfrak {S}}}-hypocontinue.
On voit immédiatement que B est {\displaystyle {\mathfrak {S}}}-hypocontinue si, et seulement si l'application linéaire {\displaystyle y\mapsto B(.,y):F\rightarrow {\mathcal {L}}_{\mathfrak {S}}(E;G)} est continue.
Si {\displaystyle {\mathfrak {T}}} est une bornologie de F, on définit de même une application bilinéaire {\displaystyle {\mathfrak {T}}}-hypocontinue de {\displaystyle E\times F} dans G. Enfin, on dira qu'une application bilinéaire est ({\displaystyle {\mathfrak {S}}},{\displaystyle {\mathfrak {T}}})-hypocontinue si elle est {\displaystyle {\mathfrak {S}}}-hypocontinue et {\displaystyle {\mathfrak {T}}}-hypocontinue ; elle est alors uniformément continue dans {\displaystyle M\times N} pour tous {\displaystyle M\in {\mathfrak {S}}} et {\displaystyle N\in {\mathfrak {T}}}. Si B est ({\displaystyle {\mathfrak {S}}},{\displaystyle {\mathfrak {T}}})-hypocontinue où {\displaystyle {\mathfrak {S}}} (resp. {\displaystyle {\mathfrak {T}}}) est l'ensemble des parties bornées de E (resp. de F), elle est dite hypocontinue.
Dans le cas où E, F et G sont des espaces vectoriels normés, une application bilinéaire de {\displaystyle E\times F} dans G est hypocontinue si, et seulement si elle est continue (voir supra).
En prenant pour {\displaystyle {\mathfrak {T}}} l'ensemble des parties finies de F, B est ({\displaystyle {\mathfrak {S}}},{\displaystyle {\mathfrak {T}}})-hypocontinue si, et seulement si elle est {\displaystyle {\mathfrak {S}}}-hypocontinue. Si de plus {\displaystyle {\mathfrak {S}}} est l'ensemble des parties finies de E, cela revient à dire qu'elle est séparément continue.
Théorème — Soit R, S, T trois espaces localement convexes séparés. On suppose {\displaystyle {\mathcal {L}}(R;S),{\mathcal {L}}(S;T),{\mathcal {L}}(R;T)} munis tous trois de la topologie de la convergence simple (resp. compacte, bornée). Alors l'application bilinéaire {\displaystyle (u,v)\mapsto v\circ u} de {\displaystyle {\mathcal {L}}(R;S)\times {\mathcal {L}}(S;T)} dans {\displaystyle {\mathcal {L}}(R;T)} est {\displaystyle ({\mathfrak {S}},{\mathfrak {T}})}-hypocontinue, lorsque {\displaystyle {\mathfrak {T}}} est l'ensemble des parties équicontinues de {\displaystyle {\mathcal {L}}(S;T)}, et {\displaystyle {\mathfrak {S}}} l'ensemble des parties finies (resp. des parties compactes, des parties bornées) de {\displaystyle {\mathcal {L}}(R;S)}. En particulier, pour toute partie équicontinue de {\displaystyle {\mathcal {L}}(S;T)}, l'application bilinéaire {\displaystyle (u,v)\mapsto v\circ u} de {\displaystyle {\mathcal {L}}(R;S)\times H} dans {\displaystyle {\mathcal {L}}(R;T)} est continue.
Lorsque R, S et T sont des espaces vectoriels normés, et lorsque {\displaystyle {\mathcal {L}}(R;S),{\mathcal {L}}(S;T),{\mathcal {L}}(R;T)} sont munis tous trois de leur structure canonique d'espace vectoriel normé, l'application bilinéaire {\displaystyle (u,v)\mapsto v\circ u} de {\displaystyle {\mathcal {L}}(R;S)\times {\mathcal {L}}(S;T)} dans {\displaystyle {\mathcal {L}}(R;T)} est continue de norme égale à 1. En particulier, {\displaystyle {\mathcal {L}}(R)} est une algèbre normée, et une algèbre de Banach si R est un espace de Banach.
Le théorème de Banach-Steinhaus implique le résultat suivant :
Proposition — Soit E, F et G des espaces localement convexes. Si F est tonnelé, toute application séparément continue de {\displaystyle E\times F} dans G est {\displaystyle {\mathfrak {S}}}-hypocontinue, pour toute bornologie adaptée {\displaystyle {\mathfrak {S}}} de E.
Notons encore le résultat suivant:
Théorème — Soit E, F des espaces (DF), G un espace localement convexe, {\displaystyle u:E\times F\rightarrow G} une application bilinéaire. Alors u est continue si, et seulement si elle est hypocontinue.
De la proposition et du théorème ci-dessus, on déduit le corollaire ci-dessous, plus général que la partie (b) du théorème figurant au § intitulé applications bilinéaires continues:
Corollaire — Soit E et F des espaces localement convexes métrisables, F étant distingué, et soit G un espace localement convexe. Alors une application bilinéaire {\displaystyle u=E{^{\prime }}\times F{^{\prime }}\rightarrow G} (où {\displaystyle E{^{\prime }}} et {\displaystyle F{^{\prime }}} sont les duals forts de E et F) est séparément continue si, et seulement si elle est continue.

### Espaces d'applications bilinéaires hypocontinues
Soit E, F et G trois espaces localement convexes, et considérons l'espace {\displaystyle {\mathfrak {B}}(E,F;G)} des applications bilinéaires séparément continues des {\displaystyle E\times F} dans G. On peut munir cet espace de la topologie de la convergence uniforme sur les éléments de {\displaystyle {\mathfrak {S}}\times {\mathfrak {T}}}, où {\displaystyle {\mathfrak {S}}} et {\displaystyle {\mathfrak {T}}} sont des bornologies adaptées de E et F respectivement. Cette topologie est localement convexe si pour toute application {\displaystyle B\in {\mathfrak {B}}(E,F;G)}, l'image par B d'un élément quelconque de {\displaystyle {\mathfrak {S}}\times {\mathfrak {T}}} est une partie bornée de G.
Cette condition est vérifiée si les applications de {\displaystyle {\mathfrak {B}}(E,F;G)} sont hypocontinues relativement à {\displaystyle {\mathfrak {S}}} ou {\displaystyle {\mathfrak {T}}}, donc en particulier si E ou F est tonnelé, d'après la proposition ci-dessus. De plus, cette topologie est séparée si G est séparé.
Supposons E tonnelé. Les applications bilinéaires séparément continues de {\displaystyle E\times F} dans G sont alors {\displaystyle {\mathfrak {T}}}-hypocontinues. Dans ce cas, on peut munir {\displaystyle {\mathfrak {B}}(E,F;G)}  de la topologie de la convergence uniforme sur les éléments de {\displaystyle {\mathfrak {S}}\times {\mathfrak {T}}} ; cette topologie, appelée la {\displaystyle ({\mathfrak {S}}\times {\mathfrak {T}})}-topologie de {\displaystyle {\mathfrak {B}}(E,F;G)} , est localement convexe. Notons {\displaystyle {\mathfrak {B}}_{{\mathfrak {S}},{\mathfrak {T}}}(E,F;G)} l'espace localement convexe ainsi obtenu. Pour toute application {\displaystyle u\in {\mathfrak {B}}(E,F;G)}, soit {\displaystyle {\tilde {u}}} l'application continue {\displaystyle x\mapsto u(x,.)} de E dans {\displaystyle {\mathfrak {L}}_{\mathfrak {T}}(F;G)} ; alors {\displaystyle u\mapsto {\tilde {u}}} est un isomorphisme d'espaces localement convexes de {\displaystyle {\mathfrak {B}}_{{\mathfrak {S}},{\mathfrak {T}}}(E,F;G)} sur {\displaystyle {\mathcal {L}}_{\mathfrak {S}}(E;{\mathcal {L}}_{\mathfrak {T}}(F;G))}. Si E et F sont tous deux tonnelés et G est quasi complet, alors {\displaystyle {\mathfrak {B}}_{{\mathfrak {S}},{\mathfrak {T}}}(E,F;G)} est quasi complet.
Un autre cas important où la {\displaystyle {\mathfrak {S}}\times {\mathfrak {T}}}-topologie de {\displaystyle {\mathfrak {B}}(E,F;G)} est localement convexe est celui où E et F sont remplacés par des duals faibles {\displaystyle E_{\sigma }^{\prime }} et {\displaystyle F_{\sigma }^{\prime }} respectivement et où {\displaystyle {\mathfrak {S}}} et {\displaystyle {\mathfrak {T}}} sont les familles de tous les sous-ensembles équicontinus dans {\displaystyle E^{\prime }} et {\displaystyle F^{\prime }}. La {\displaystyle {\mathfrak {S}}\times {\mathfrak {T}}}-topologie est alors appelée la topologie de la convergence bi-équicontinue. Cette topologie, notée {\displaystyle \varepsilon }, a été introduite par Grothendieck pour son grand rôle dans la théorie du produit tensoriel d'espaces vectoriels topologiques. Cela est dû au fait qu'avec {\displaystyle G=K} (c'est-à-dire lorsqu'on considère des formes bilinéaires) :
(a) l'application
{\displaystyle B\mapsto {\tilde {B}},{\tilde {B}}:x^{\prime }\mapsto B_{x^{\prime }},B_{x^{\prime }}:y^{\prime }\mapsto B\left(x^{\prime },y^{\prime }\right)}
est un isomorphisme d'espace localement convexe de {\displaystyle {\mathfrak {B}}_{\varepsilon }(E_{\sigma }^{\prime },F_{\sigma }^{\prime })} sur {\displaystyle {\mathcal {L}}_{\varepsilon }(E_{\tau }^{\prime };F)}, et cet espace est complet si, et seulement si E et F sont tous deux complets ;
(b) l'espace {\displaystyle {\mathcal {B}}(E_{\sigma }^{\prime },F_{\sigma }^{\prime })} des formes bilinéaires continues sur {\displaystyle E_{\sigma }^{\prime }\times F_{\sigma }^{\prime }} s'identifie au produit tensoriel {\displaystyle E\otimes F}, qui est donc un sous-espace vectoriel de {\displaystyle {\mathfrak {B}}(E_{\sigma }^{\prime },F_{\sigma }^{\prime })}, et peut être muni de la topologie induite par {\displaystyle \varepsilon }. Son complété pour cette topologie est noté {\displaystyle E{\hat {\otimes }}_{\varepsilon }F}.

### Applications multilinéaires bornées
Soit {\displaystyle E_{1},...,E_{n},F} des espaces localement convexes. Une application n-linéaire de {\displaystyle E_{1}\times ...\times E_{n}} dans F est dite bornée si elle transforme les parties bornées de {\displaystyle E_{1}\times ...\times E_{n}} en parties bornées de F. Une application n-linéaire continue est bornée, mais la réciproque est fausse en général. L'ensemble des applications n-linéaires bornées de {\displaystyle E_{1}\times ...\times E_{n}} dans F est un espace vectoriel qu'on peut munir de la topologie de la convergence uniforme sur les parties bornées de {\displaystyle E_{1}\times ...\times E_{n}}. On obtient alors un espace localement convexe {\displaystyle {\mathfrak {L}}_{\beta }(E_{1},...,E_{n};F)}. L'application canonique
{\displaystyle {\mathfrak {L}}_{\beta }(E_{1},...,E_{n};F)\mapsto {\mathfrak {L}}_{\beta }(E_{1},...,E_{n-k};{\mathfrak {L}}_{\beta }(E_{n-k+1},...,E_{n};F))}
est un isomorphisme d'espaces disqués. Si {\displaystyle E_{n}} est un espace localement convexe bornologique, l'espace {\displaystyle {\mathfrak {L}}_{\beta }(E_{n};F)} coïncide avec l'espace {\displaystyle {\mathcal {L}}_{\beta }(E_{n};F)} des applications linéaires continues de {\displaystyle E_{n}} dans F, qui est séparé et complet si F est séparé et complet. On en déduit par récurrence que si les espaces {\displaystyle E_{1},...,E_{n}} sont bornologiques et F est séparé et complet, alors {\displaystyle {\mathfrak {L}}_{\beta }(E_{1},...,E_{n};F)} est séparé et complet.
Lorsque {\displaystyle E_{1},...,E_{n},F} sont des espaces vectoriels normés, {\displaystyle {\mathfrak {L}}_{\beta }(E_{1},...,E_{n};F)} coïncide avec l'espace {\displaystyle {\mathcal {L}}_{\beta }(E_{1},...,E_{n};F)} des espaces d'applications n-linéaires continues de {\displaystyle E_{1}\times ...\times E_{n}} dans F, muni de la norme
{\displaystyle \Vert f\Vert :=\sup \limits _{x_{1},...,x_{n}\neq 0}{\frac {\left\Vert f\left(x_{1},...,x_{n}\right)\right\Vert }{\left\Vert x_{1}\right\Vert ...\left\Vert x_{n}\right\Vert }}=\sup \limits _{\left\Vert x_{1}\right\Vert =...=\left\Vert x_{n}\right\Vert =1}\left\Vert f\left(x_{1},...,x_{n}\right)\right\Vert =\sup \limits _{\left\Vert x_{1}\right\Vert \leq 1,...,\left\Vert x_{n}\right\Vert \leq 1}\left\Vert f\left(x_{1},...,x_{n}\right)\right\Vert }.
C'est un espace de Banach si F est un espace de Banach.